# Mellac
Mellac är en kommun i departementet Finistère i regionen Bretagne i västra Frankrike. Kommunen ligger i kantonen Quimperlé som tillhör arrondissementet Quimper. År 2022 hade Mellac 3 371 invånare.

## Befolkningsutveckling
Antalet invånare i kommunen Mellac
Referens:INSEE